# Zalameggyes
Zalameggyes est un village et une commune du comitat de Veszprém en Hongrie.